# Alladian (langue)
Pour les articles homonymes, voir Alladian.
L'alladian (ou alladyan, allagia, allagian)  est une langue kwa parlée par les Alladians dans une vingtaine de villages aux alentours de Jacqueville en Côte d'Ivoire.
En 1993 le nombre de locuteurs était estimé à 23 000.

## Villages
L'alladian est parlé dans ces villages:
| nom de village  | nom natif (API)          | canton      |
| --------------- | ------------------------ | ----------- |
| Abrebi          | ɛbrebɪ                   | Akrou       |
| Sassako-Bagniny | lɔbɔcɛ ãmã; sasako beɲri | Akrou       |
| Avagou          | avagu                    | Akrou       |
| Akrou           | akru, ɛkru               | Akrou       |
| Adoumanga       | ãdumãga                  | Akrou       |
| Diesse          | ɟɛso                     | Akrou       |
| Jacqueville     | ɔmõkwa                   | Jacqueville |
| Ahua            | ɛya                      | Jacqueville |
| Grand-Jacques   | bɔdɔ-laɟa; n̥laɟa         | Jacqueville |
| Adjue           | ɛgyo                     | Jacqueville |
| Adjacoutie      | ɛcãkuco                  | Jacqueville |
| Mbokrou         | m̥bokru                   | Jacqueville |
| Baviama         | bajamã                   | Addah       |
| Addah           | ãdã                      | Addah       |